# Curculigo ensifolia
Curculigo ensifolia är en enhjärtbladig växtart som beskrevs av Robert Brown. Curculigo ensifolia ingår i släktet Curculigo, och familjen Hypoxidaceae.

## Underarter
Arten delas in i följande underarter:
- C. e. ensifolia
- C. e. longifolia